# Canottieri Varese
La Canottieri Varese è una società di canottaggio fondata nel 1927. Ha la sede sul lago di Varese presso il lido di Schiranna e ospita ogni anno importanti eventi remieri.

## Storia

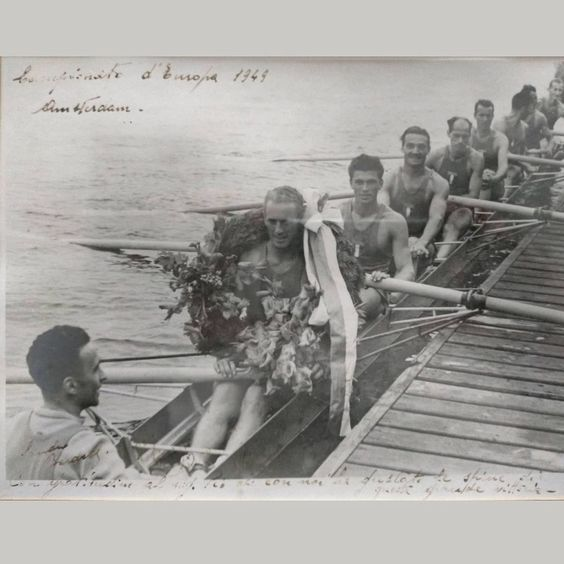
L'8 della Canottieri Varese vincitore dei Campionati europei di canottaggio 1949 (Angelo Fioretti, Mario Acchini, Fortunato Maninetti, Bonifacio De Bortoli, Enrico Ruberti, Pietro Sessa, Ezio Acchini, Luigi Gandini, Alessandro Bardelli (t).

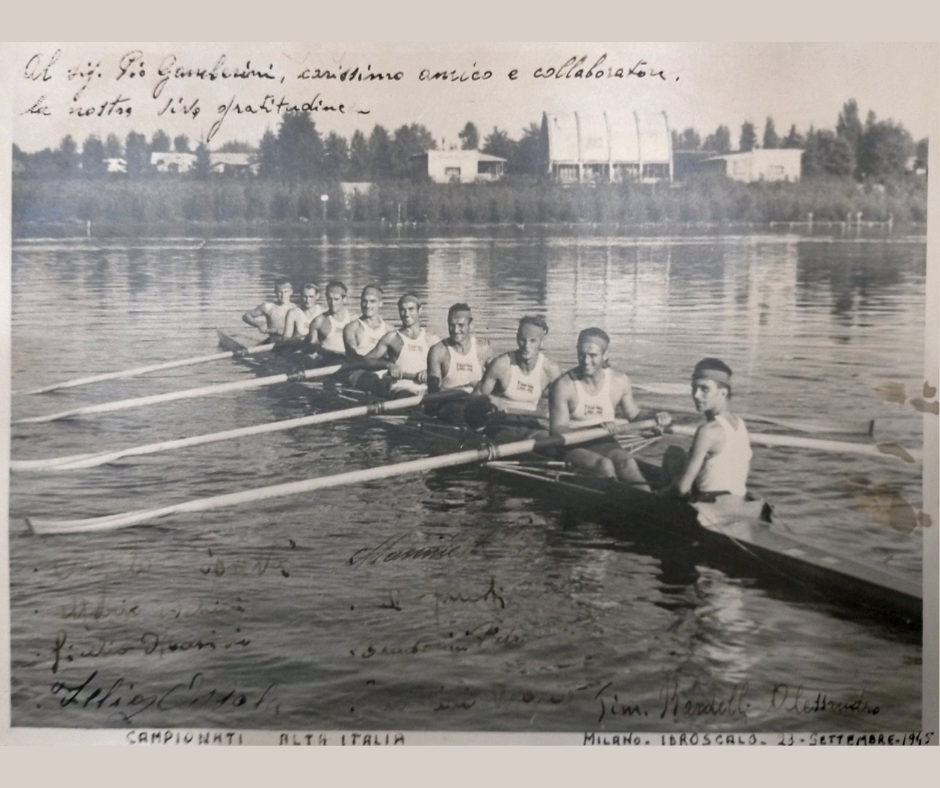
L'8+ vincitore dei Campionati di canottaggio Alta Italia 1945

È tra le sedi alternative al centro nazionale di Piediluco dei ritiri della nazionale di canottaggio. Dispone di un ottimo campo di regata apprezzato da atleti e istruttori di tutta Italia e dell'estero.
I maggiori successi della società avvennero tra il 1947 e il 1950 dove vinse quattro titoli consecutivi nazionali e nel 1947 a Lucerna, nel 1949 ad Amsterdam e nel 1950 a Milano il titolo europeo.
Nel 2008 alla società venne affidata l'organizzazione dei campionati nazionali assoluti.
Nel 2012 la società organizza i campionati europei assoluti e nel 2013 la World Master Regatta. Nel 2014 la società organizza i Campionati Mondiali Under 23, nel 2015 la terza tappa di Coppa del Mondo, mentre nel 2016 la seconda.
Nei campionati italiani Master svoltisi a Piediluco nel 2010 la società ha ottenuto tre medaglie d'oro e due di bronzo, risultando la più medagliata, e una d'oro ai successivi Europei Master in Germania.